# Waldweistroff
 Waldweistroff  es una población y comuna francesa, en la región de Lorena, departamento de Mosela, en el distrito de Thionville-Est y cantón de Sierck-les-Bains.

## Demografía
| 378 | 381 | 402 | 437 | 405 | 411 |
| Para los censos de 1962 a 1999 la población legal corresponde a la población sin duplicidades (Fuente: INSEE [Consultar]) |     |     |     |     |     |